# Caiophora grandiflora
Caiophora grandiflora är en brännreveväxtart som först beskrevs av George Don jr, och fick sitt nu gällande namn av Weigend och Mark.Ackermann. Caiophora grandiflora ingår i släktet Caiophora och familjen brännreveväxter. Inga underarter finns listade i Catalogue of Life.